# 38671 Verdaguer
38671 Verdaguer este un asteroid din centura principală de asteroizi.

## Descriere
38671 Verdaguer este un asteroid din centura principală de asteroizi. A fost descoperit pe 7 august 2000 la Ametlla de Mar de Jaume Nomen Torres. Asteroidul prezintă o orbită caracterizată de o semiaxă mare de 2,44 ua, o excentricitate de 0,18 și o înclinație de 2,7° în raport cu ecliptica.